# Aquilegia formosa
Aquilegia formosa és una atractiva espècie de planta de flors que pertany a la família de les ranunculàcies, nativa de Nord-amèrica, des d'Alaska a Baixa Califòrnia, a Montana i Wyoming.

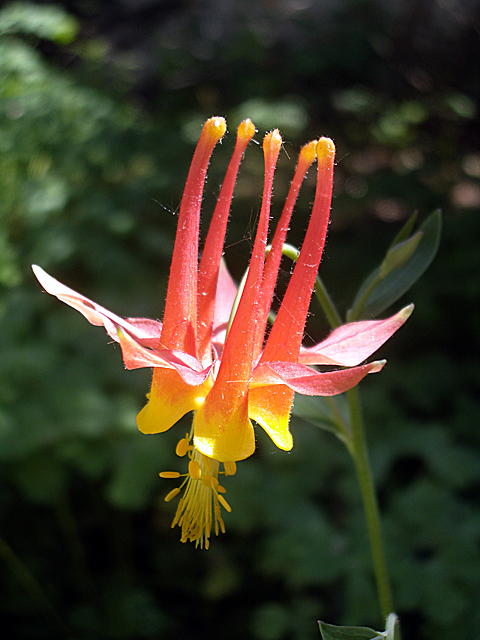
Detall de la flor

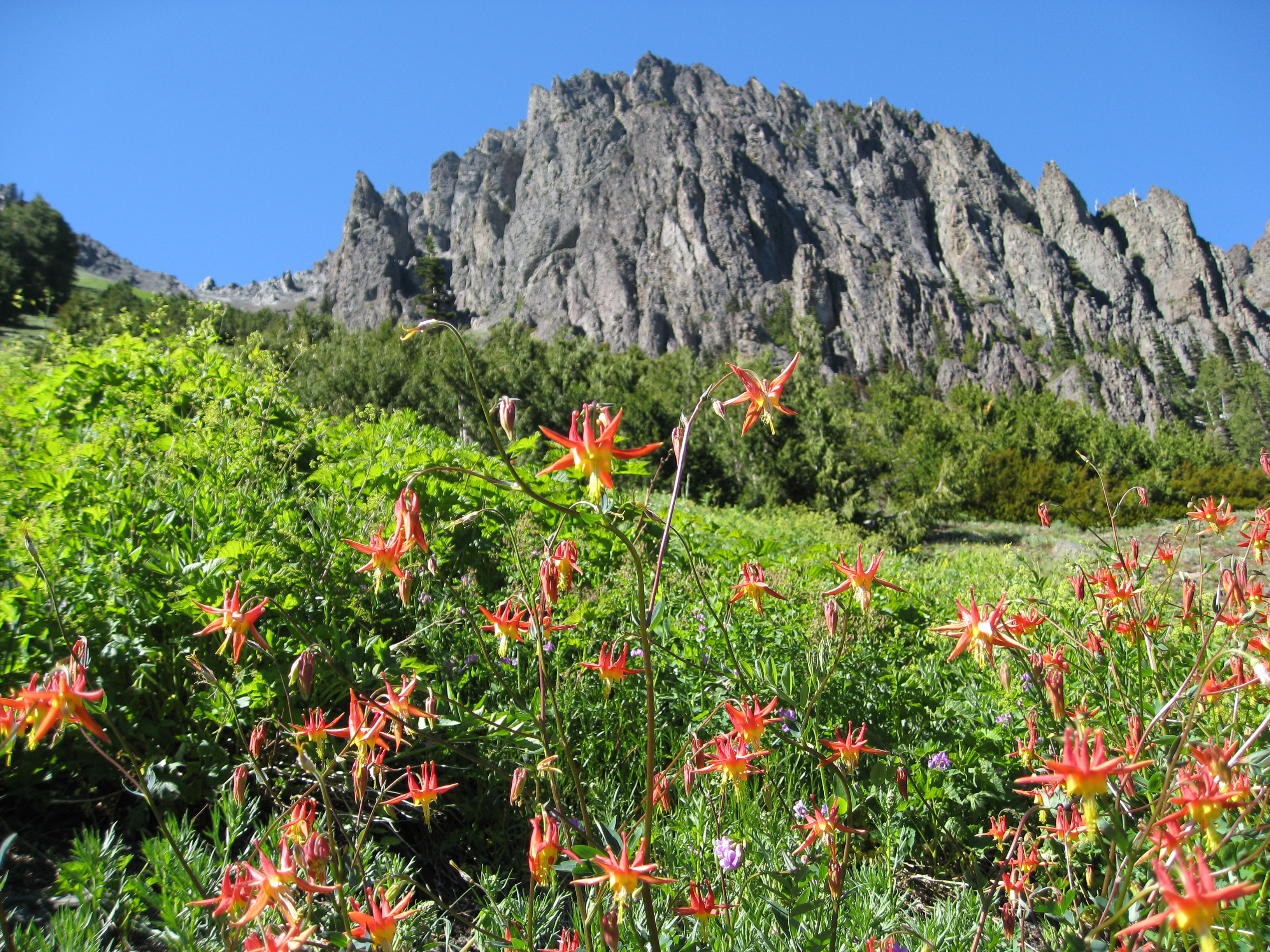
En el seu hàbitat

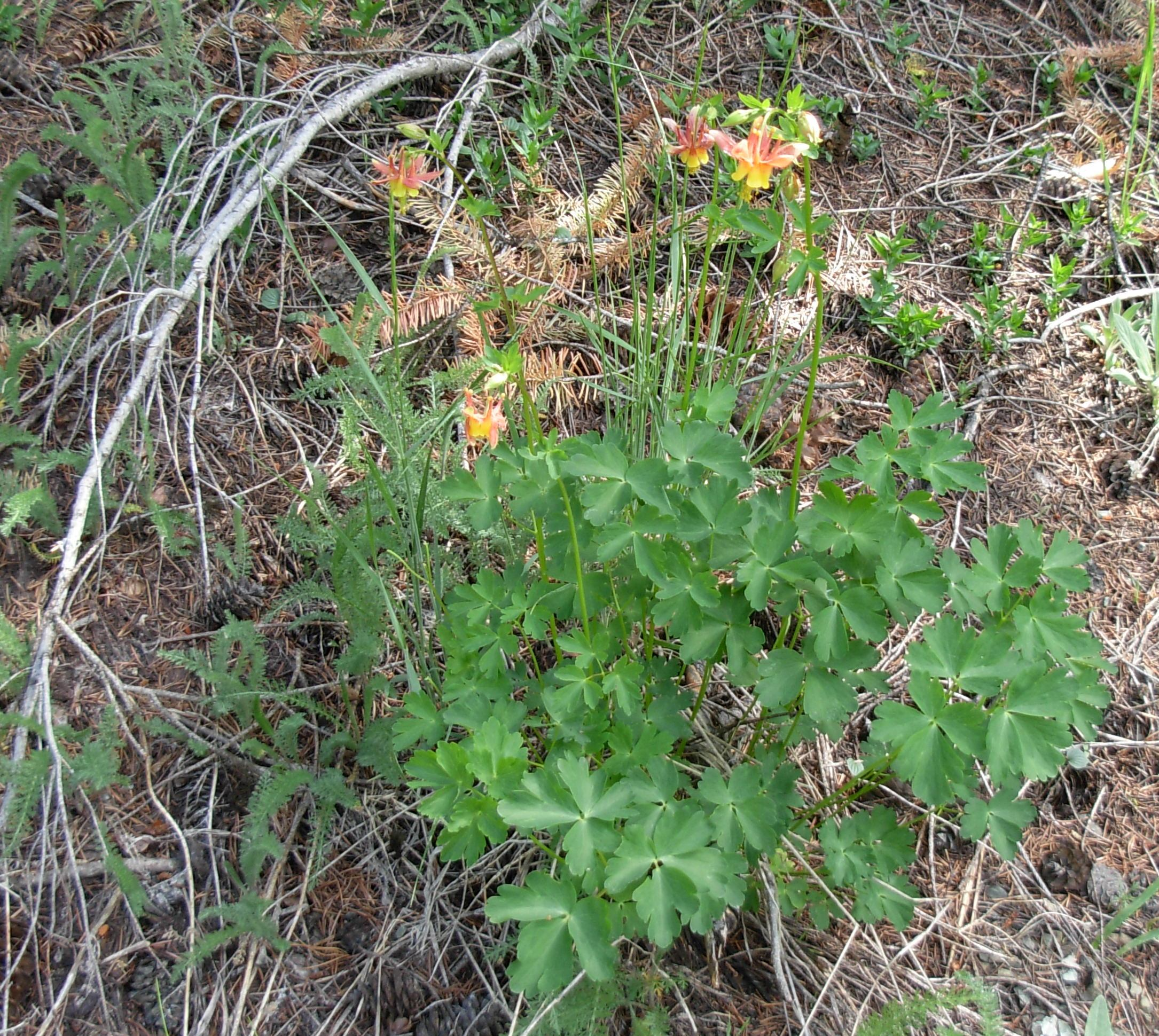
Vista de la planta

## Descripció
La planta pot créixer als 20-80 cm d'alçada, amb una mitjana del voltant de 60 cm. Les flors, que es poden veure d'abril a agost (amb algunes variacions entre les regions), tenen uns 5 cm de llargada i un color vermell i groc. Tècnicament, les parts externes de la flor que s'estenen de color vermell o taronja són els sèpals, i les parts internes grogues són els veritables pètals. Els pètals tenen esperons que atrauen els pol·linitzadors de la planta, les arnes esfinx. Els colibrís també se senten atrets als jardines.
Les flors són comestibles, amb un sabor dolç, encara que les llavors poden ser fatals si es mengen, i la majoria de les parts de la planta contenen glucòsids cianogènicos.

## Distribució i hàbitat
Es poden trobar en molts hàbitats com (garrigues, boscos de roures o coníferes. No es troben en terrenys desèrtics o en altures sobre els 3300 metres. Prefereix llocs humits.

## Ús nadiu americà
Algunes tribus índies de l'altiplà utilitzaven Aquilegia formosa per elaborar un perfum. També s'utilitza de forma medicinal per diverses tribus natives americanes.

## Taxonomia
Aquilegia formosa, va ser descrita per Friedrich Ernst Ludwig von Fischer ex-A. P. de Candolle i publicat a Prodromus Systematis Naturalis Regni Vegetabilis 1: 50, a l'any 1824.
Etimologia
Aquilegia : nom genèric que deriva del llatí aquila = "àguila", en referència a la forma dels pètals de la qual se'n diu que és com l'urpa d'una àguila.
formosa: epítet llatí que significa "bella".
Varietats
- Aquilegia formosa var. communis Boivin
- Aquilegia formosa var. fosteri Welsh
- Aquilegia formosa var. hypolasia (Greene) Munz
- Aquilegia formosa var. megalantha Boivin
- Aquilegia formosa var. pauciflora (Greene) Boothman
- Aquilegia formosa var. truncata (Fisch. & C.A. Mey.) Baker
- Aquilegia formosa var. wawawensis (Payson) St. John

Sinonímia
- Aquilegia arctica Loudon
- Aquilegia californica Hartw.
- Aquilegia californica A.Gray
- Aquilegia canadensis Hook.
- Aquilegia canadensis f. arctica (Loudon) Rapaics
- Aquilegia canadensis var. eminens (Greene) B.Boivin
- Aquilegia canadensis var. formosa (Fisch. ex-C.) S.Watson
- Aquilegia canadensis subsp. formosa (Fisch. ex-DC.) Brühl
- Aquilegia canadensis var. incarnata Rapaics
- Aquilegia canadensis f. truncata (Fisch. & C.A.Mey.) Rapaics
- Aquilegia columbiana Rydb.
- Aquilegia emarginata Eastw.
- Aquilegia hookeri Borbás
- Aquilegia hypolasia Greene
- Aquilegia pauciflora Greene
- Aquilegia truncata Fisch. & C.A.Mey.
- Aquilegia truncata var. pauciflora (Greene) Jeps.
- Aquilegia wawawensis Payson[7]
- Aquilegia mohavensis Munz
- Aquilegia shockleyi Eastw.[8]